# Gustav von Kahr

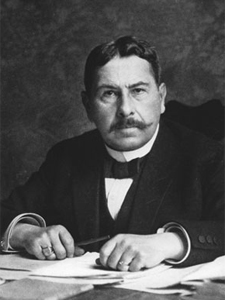
Gustav von Kahr im Jahr 1920

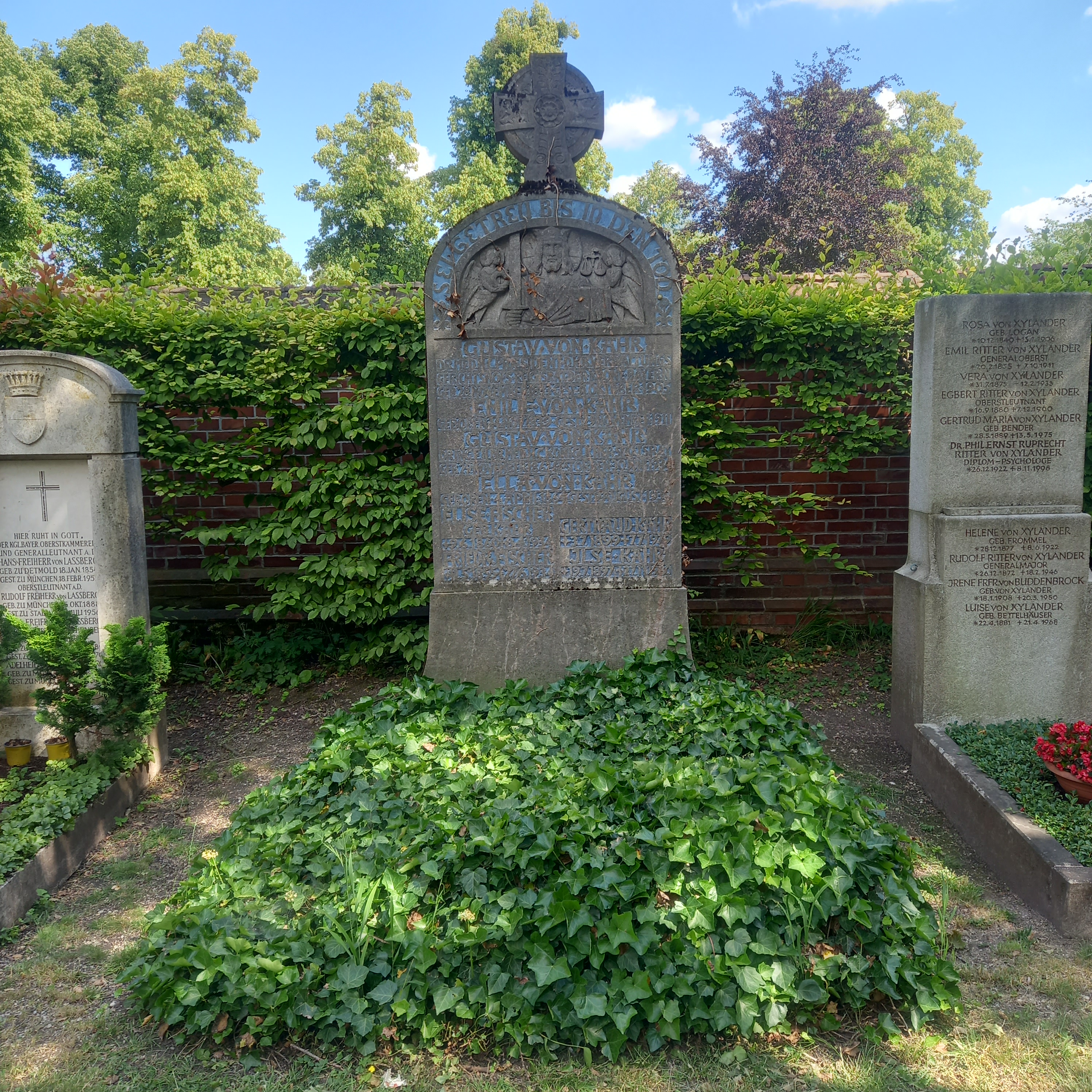
Das Grab von Gustav von Kahr und seiner Ehefrau Ella geborene Schübeck im Familiengrab auf dem Nordfriedhof (München)

Gustav Kahr, seit 1911 Ritter von Kahr (* 29. November 1862 in Weißenburg in Bayern; † 30. Juni 1934 im KZ Dachau), war ein deutscher Jurist und Politiker (Bayerische Volkspartei, BVP). Kahrs historische Bedeutung wird heute von Historikern weithin darin gesehen, dass er während der Weimarer Republik wesentlich zum Erstarken rechtsextremer, völkisch-nationalistischer Kräfte im Bayern der Jahre nach dem Ersten Weltkrieg beitrug.
Von 1917 bis 1924 war Kahr Regierungspräsident von Oberbayern, von März 1920 bis September 1921 bayerischer Ministerpräsident und Außenminister, von September 1923 bis Februar 1924 bayerischer Generalstaatskommissar mit diktatorischen Vollmachten und von 1924 bis 1930 Präsident des Bayerischen Verwaltungsgerichtshofs. In seinen Amtszeiten als Ministerpräsident und Generalstaatskommissar betrieb er eine offen gegen die Reichsregierung in Berlin opponierende Politik. Dazu verbündete er sich unter anderem mit Adolf Hitler und der NSDAP, schlug deren Putschversuch im November 1923 jedoch nieder, da dieser seine eigenen Umsturzpläne durchkreuzte. Kahr galt den Nationalsozialisten seither als Verräter und wurde nach dem sogenannten Röhm-Putsch im Juni 1934 im KZ Dachau ermordet.

## Leben

### Frühe Jahre
Kahr war der Sohn des Präsidenten des Bayerischen Verwaltungsgerichtshofs Gustav von Kahr (1833–1905) und dessen Frau Emilie, geborene Rüttel (1839–1911).
Nach dem Besuch der Lateinschule in Landshut wurde Kahr von 1877 bis 1881 am Maximiliansgymnasium in München unterrichtet, das er mit dem Abitur verließ. Von Oktober 1881 bis September 1882 gehörte er dem 2. bayerischen Infanterie-Regiment „Kronprinz“ als Einjährig-Freiwilliger an.
Vom Wintersemester 1882 an studierte Kahr bis 1885 Rechtswissenschaften in München. Während des Studiums war er Mitglied der Studentenverbindung Akademischer Gesangverein München. Nach dem Bestehen der ersten juristischen Staatsprüfung durchlief Kahr den juristischen Vorbereitungsdienst beim Amtsgericht München I (ab 1. Oktober 1885), beim Landgericht München (ab 1. Oktober 1886) und beim Bezirksamt München (ab 1. April 1887) sowie bei dem Rechtsanwalt Gmeinhardt in München (1. April bis 30. September 1888). Parallel hierzu war er vom 1. April bis 15. November 1888 freiwillig beim Bezirksamt München I tätig.
Zum 12. Januar 1889 trat Kahr als Akzessist in den Staatsdienst bei der Regierung von Oberbayern, für die er bei der Kammer des Innern arbeitete. Zum 16. Mai 1890 wechselte er als Bezirksamtsassessor nach Erding. Zum 1. Oktober 1895 wurde Kahr in das bayerische Staatsministerium des Innern berufen. Dort wurde er zum 16. November 1897 zum Regierungsassessor befördert. Kahrs Hauptbetätigungsfeld im Jahrzehnt vor der Jahrhundertwende war die Organisation der Erhaltung von Volkskunst und gefährdeter Baudenkmäler. Zusammen mit Kurat Christian Frank und dem Bildhauer Wadere wurde Kahr Mitbegründer des Bayerischen Landesvereins für Heimatpflege.
Nach knapp fünfjähriger Tätigkeit im Staatsministerium wurde Kahr zum 16. Juli 1900 als Bezirksamtmann nach Kaufbeuren versetzt. Gemeinsam mit Kurat Christian Frank und Architekt Franz Zell organisierte von Kahr im Jahr 1901 die Ausstellung „Volkskunst im Allgäu“ in Kaufbeuren, die parallel zur Landwirtschaftsausstellung stattfand. Die zweiwöchige Schau war so erfolgreich, dass im Ausstellungsgebäude im Kaisergäßchen 12 in Kaufbeuren dauerhaft ein „Museum für Volkskunst“ eingerichtet wurde. Das Stadtmuseum Kaufbeuren präsentiert heute noch Teile dieser Ausstellung und stellt die Ausstellungsmacher vor. Im Jahr 1902 kehrte Gustav von Kahr in das Staatsministerium des Innern zurück. Dort durchlief er fortan rasch die Stationen des Ministerialdienstes bis hin zum Staatsrat: Er wurde nacheinander zum Regierungsrat (1. November 1902), Oberregierungsrat (1. Dezember 1904) und Ministerialrat (1. August 1907) befördert. 1911 erhielt Kahr für seine Verdienste um die Pflege der Volkskunst den Verdienstorden der Bayerischen Krone und damit den persönlichen Adelsstand. Zum 1. Februar 1912 wurden ihm der Titel und Rang eines Geheimen Rats zugebilligt (Exzellenz). Zum 1. Oktober 1912 wurde Kahr zum Staatsrat im oberen Dienst und Ministerialdirektor ernannt.
Auch während seiner Jahre im Staatsministerium widmete Kahr sich vornehmlich der Hege und dem Schutz gefährdeten Kulturgutes.
Am Ersten Weltkrieg nahm Kahr nicht als Reserveoffizier teil, da sein Minister Maximilian von Soden-Fraunhofen ihn als für die Sicherung der Ernährung tätigen Mitarbeiter nicht freigeben wollte. 1916/17 war der Protestant Kahr als Oberkonsistorialpräsident vorgesehen.

### Regierungspräsident und Ministerpräsident
1917 wurde Kahr vom bayerischen König Ludwig III. zum Regierungspräsidenten von Oberbayern ernannt. In dieser Stellung erkannte Kahr als einer der ersten Männer in führender Position die sich anbahnende Revolution in Bayern wie in ganz Deutschland.
Der Sturz der Monarchie in der Novemberrevolution 1918 erschütterte den evangelischen Monarchisten Kahr zwar, ermöglichte es ihm aber, sich an der Neuregelung der Verhältnisse im nunmehrigen Freistaat Bayern zu beteiligen. Als Mitglied der BVP stand Kahr, wie seine ganze Partei, dem zeitweiligen Ministerpräsidenten Kurt Eisner, der den republikanischen Umsturz in München angeführt hatte, äußerst ablehnend gegenüber. Die Phase der kurzlebigen Münchner Räterepublik bestärkte ihn zusätzlich in seiner gegen Demokratie, Parlamentarismus und Republik gerichteten Haltung und ließ ihn nach Bündnispartnern im rechtsextremen Lager Ausschau halten.
Nach dem Kapp-Putsch im März 1920 zwangen die in Bayern nach der Niederschlagung der Räterepublik tonangebenden Führer von Reichswehr, Freikorps und Einwohnerwehr den der SPD angehörigen Ministerpräsidenten Johannes Hoffmann unter militärischem Druck zum Rücktritt. Auf Vorschlag der BVP wurde Kahr am 16. März zu seinem Nachfolger gewählt. Er stand einer bürgerlichen Rechtsregierung vor, die eine eigenständige Stellung Bayerns innerhalb des Deutschen Reiches anstrebte, wie sie während der Kaiserzeit bestanden hatte. Gestützt auf die Einwohnerwehr ließ er die Arbeiter- und Soldatenräte auflösen und begründete den Ruf Bayerns als „Ordnungszelle des Reiches“. Im selben Jahr ordnete Kahr im Zuge einer reichsweiten antisemitischen Kampagne aufgrund einer Anregung von Rupprecht von Bayern erstmals die Massenausweisung sogenannter Ostjuden an. Kahr widersetzte sich der Auflösung der Einwohnerwehr, welche die Interalliierte Militär-Kontrollkommission der Siegermächte von Deutschland verlangte und weigerte sich, sowohl den seit 1919 geltenden Ausnahmezustand in Bayern zu beenden als auch die Republikschutz-Verordnung umzusetzen, die Reichspräsident Friedrich Ebert nach der Ermordung des Zentrumspolitikers Matthias Erzbergers durch Rechtsextremisten erlassen hatte. Letzteres kostete ihn die Unterstützung der BVP, so dass er am 12. September 1921 zurücktreten musste. Sein Nachfolger wurde Graf Lerchenfeld auf Köfering und Schönberg.
Anschließend nahm Kahr seine frühere Stellung als Regierungspräsident von Oberbayern wieder ein.

### Rückkehr als Generalstaatskommissar
Im Krisenjahr 1923 kehrte Kahr nochmals an die Spitze der bayerischen Politik zurück. Aus Protest gegen den Abbruch des Ruhrkampfes durch die Reichsregierung unter Gustav Stresemann ernannte ihn die bayerische Staatsregierung unter Ministerpräsident Eugen von Knilling (BVP) am 26. September 1923 zum Generalstaatskommissar mit diktatorischen Vollmachten nach Artikel 64 der Bamberger Verfassung. Noch am selben Tag verhängte Kahr erneut den Ausnahmezustand in Bayern. Als Reaktion darauf erklärte Reichspräsident Friedrich Ebert den Ausnahmezustand im gesamten Reich und übertrug die vollziehende Gewalt dem Reichswehrminister Otto Geßler. Kahr weigerte sich jedoch, dessen Anordnungen auszuführen, beispielsweise das Verbot der NSDAP-Zeitung Völkischer Beobachter. Am 29. September setzte er den Vollzug des Republikschutzgesetzes, das nach der Ermordung des liberalen Außenministers Walter Rathenau erlassen worden war, in Bayern außer Kraft.
Mit Generalleutnant Otto von Lossow, Landeskommandant der Reichswehr in Bayern und Befehlshaber des Wehrkreises VII (München), und Hans von Seißer, Kommandeur der bayerischen Polizei, bildete Kahr ein „Triumvirat“. Dessen Ziel war es, von der „Ordnungszelle“ Bayern aus die Republik in ganz Deutschland zu beseitigen und eine „nationale Diktatur“ zu errichten. Dies sollte im Wege eines „Marsches auf Berlin“ geschehen – nach dem Vorbild von Benito Mussolinis ein Jahr zuvor unternommenem Marsch auf Rom. Ab Mitte Oktober ließ Kahr erneut mehrere hundert jüdische Familien, die Jahrzehnte zuvor aus Osteuropa eingewandert waren (sogenannte Ostjuden), aus Bayern ausweisen. Damit wollte er seinen Rückhalt bei der extremen Rechten, den Anhängern Adolf Hitlers und des Deutschen Kampfbundes festigen. Kahr und Hitler rivalisierten um die Führungsrolle im rechten Lager.
Am 20. Oktober 1923 kam es zum offenen Bruch mit der Reichsregierung: Als Reichswehrminister Geßler von Lossow wegen Befehlsverweigerung seiner Ämter enthob, setzte ihn Kahr als bayerischen Landeskommandanten wieder ein und betraute ihn „mit der Führung des bayerischen Teils des Reichsheeres“. Damit nahm er für Bayern Separatrechte in Anspruch, die das Land in der Kaiserzeit besessen hatte, die ihm aber nach der Weimarer Reichsverfassung nicht mehr zustanden. Zwei Tage später ließ Kahr die 7. Reichswehrdivision auf Bayern und seine Regierung – als „Treuhänder des deutschen Volkes“ – vereidigen. Trotz dieser offen reichsfeindlichen Akte verhängte die Reichsregierung keine Reichsexekution gegen Bayern, weil die Reichswehr unter General Hans von Seeckt nicht bereit gewesen wäre, diese umzusetzen. Seeckt vertrat den Grundsatz „Truppe schießt nicht auf Truppe“ und verfolgte zudem selbst diktatorische Bestrebungen auf nationaler Ebene. Anfang November verbot Kahr das Erscheinen mehrerer linksliberaler Zeitungen sowie der sozialdemokratischen Münchener Post.

### Generalstaatskommissar Kahr und der Hitler-Ludendorff-Putsch

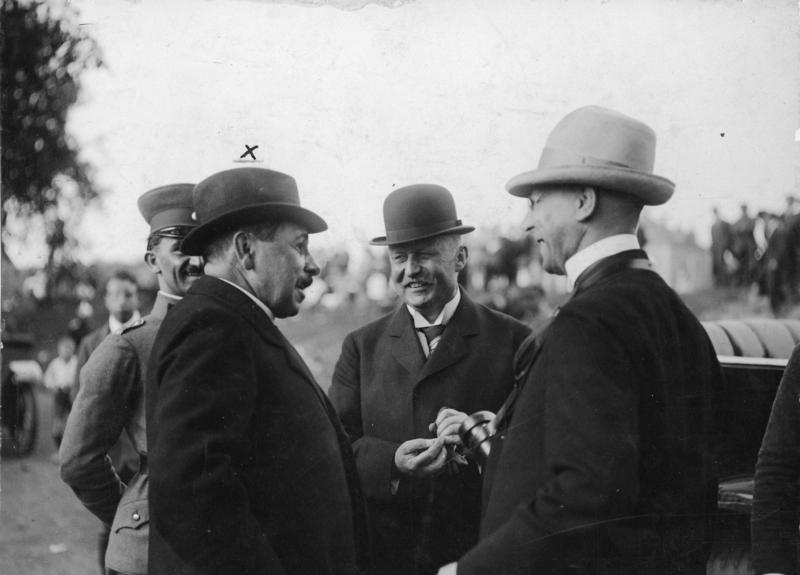
Gustav von Kahr (vorn links) mit Erich Ludendorff (Mitte) im Jahr 1921

Die Umsturzpläne des „Triumvirats“ wurden unfreiwillig von Adolf Hitler, der in die Pläne nur unvollständig eingeweiht war, durchkreuzt. Als Kahr am 8. November 1923 vor rund 3.000 Zuhörern im völlig überfüllten Saal des Münchner Bürgerbräukellers eine Rede hielt, wurde die Versammlung von Hitler, Erich Ludendorff, Hermann Göring und weiteren Nationalsozialisten gestürmt. Hitler feuerte einen Schuss aus seinem Revolver in die Decke des Saales, rief die „nationale Revolution“ aus und forderte Kahr, Lossow und Seißer zu einer geheimen Besprechung auf. In einem Hinterzimmer bedrohte Hitler Kahr und seine Begleiter mit der Waffe in der Hand und verlangte von ihnen, sich der von ihm proklamierten nationalen Erhebung anzuschließen.
In den Saal zurückgekehrt, forderten die von Hitler Erpressten die Anwesenden auf, Hitlers geplanten Staatsstreich zu unterstützen, der bereits für den nächsten Tag geplant war. Angesichts ihres gegebenen Ehrenwortes, nichts gegen Hitlers Plan zu unternehmen, sah Ludendorff davon ab, Kahr, Lossow und Seißer weiter festzuhalten. Die beiden letzteren leiteten im Anschluss sogleich Gegenmaßnahmen ein, um den in ihren Augen dilettantisch geplanten Putschversuch niederzuschlagen. Nach einigen Stunden des inneren Ringens wandte sich auch Kahr gegen Hitler und verbreitete um 2.55 Uhr im Rundfunk ein Verbot von NSDAP, Freikorps Oberland und Bund Reichskriegsflagge.
Am nächsten Tag, dem 9. November 1923, eskalierte der Hitler-Ludendorff-Putsch. Die Aufständischen rückten in Zwölferreihen auf der Residenzstraße vor, vorne Bewaffnete, dahinter Fahnen, in dritter Reihe die Anführer. Am Ende der Straße, auf der Höhe der Feldherrnhalle, kam es zu einem Handgemenge, bei dem sich ein Schuss löste – ob von einem Putschisten oder von einem Landespolizisten abgefeuert, konnte nie geklärt werden. Im anschließenden Schusswechsel kamen 16 Putschisten, vier Polizisten und ein Unbeteiligter ums Leben. Hitler wurde leicht verwundet und floh. Für das Misslingen des Putsches machte er Kahr verantwortlich.
Dessen eigene Pläne, für die er Hitlers Anhänger als Unterstützer gebraucht hätte, wurden durch die Ereignisse zunichtegemacht. Am 17. Februar 1924 trat Kahr vom Posten des Generalstaatskommissars zurück. Wenige Tage später, am 26. Februar 1924 sagte er im Hochverratsprozess gegen Hitler und die übrigen Putschisten als Zeuge aus.

### Späte Jahre und Ermordung
Vom 16. Oktober 1924 bis 31. Dezember 1930 amtierte Kahr als Präsident des Bayerischen Verwaltungsgerichtshofs. Zum 1. Januar 1931 wurde er in den Ruhestand versetzt.
Am Abend des 30. Juni 1934 wurde Kahr im Verlauf der Röhm-Affäre von einem SS-Kommando in seiner Wohnung in München gefangen genommen. Auf dem Weg in das KZ Dachau wurde er von zwei SS-Männern schwer misshandelt. Bei seiner Ankunft im Lager wurde der Kraftwagen, in dem Kahr transportiert wurde, von einem aufgebrachten Mob von mehr als einhundert SS-Männern umringt: Diese stimmten Freudengeschrei an, als der Wagen auf dem Platz vor der Kommandantur eintraf, und schrien wiederholt in bedrohlich skandierender Weise: „Kahr, Kahr!“ Auf Befehl des Kommandanten des Lagers, Theodor Eicke, wurde Kahr zum Arrestgebäude des Lagers, dem sogenannten „Bunker“, gebracht und dort dem Arrestaufseher übergeben. Kurz danach wurde er im Arrestgebäude erschossen. Als wahrscheinlichster Schütze gilt der damalige Oberaufseher des Bunkers Johann Kantschuster. Bald nach dem Mord an Kahr kam die Legende – die auch in die Fachliteratur Einzug gehalten hat – auf, seine Leiche sei kurz nach dem 30. Juni mit Spitzhacken verstümmelt außerhalb im Dachauer Moor gefunden worden.
Kahrs Leiche wurde, wie die Leichen der übrigen in Dachau ermordeten Personen, Anfang Juli 1934 zum Krematorium des Münchener Bestattungsamtes gebracht und dort eingeäschert. Die Urne mit Kahrs Asche wurde dann auf dem Münchener Nordfriedhof beigesetzt (Grab m-li-306/307).
Die Oberstaatsanwaltschaft beim Landesgericht München II nahm im Juli 1934 zunächst Ermittlungen wegen Kahrs Tod auf, die schließlich damit endeten, dass die Bayerische Politische Polizei ihr die am 30. Juni in Dachau erfolgte Erschießung Ende Juli offiziell mitteilte. Zuvor hatte das Reichsjustizministerium am 14. Juli dem bayerischen Justizministerium auf eine entsprechende Sammelanfrage des letzteren, wie mit den im Münchener Raum am 30. Juni bis 2. Juli vorgekommenen Tötungshandlungen zu verfahren sei, mitgeteilt, dass der Fall Kahr „unter das Gesetz über Maßnahmen der Staatsnotwehr vom 3. Juli 1934 (RGBl. I S. 529)“ falle und damit rechtens sei. Daraufhin stellte der zuständige Oberstaatsanwalt beim Münchener Landgericht II das Verfahren wegen der Tötung Kahrs mit der Begründung ein, dass „eine strafbare Handlung nicht vorliegt“.

Im Ausland erregte die Meldung vom Tod Kahrs – der in der deutschen Presse verschwiegen wurde – großes Aufsehen. Man ging im Allgemeinen davon aus, dass Kahr aus Rache für sein Verhalten im Jahr 1923 ermordet wurde und nicht, weil er im Jahr 1934 eine Bedrohung für das NS-System dargestellt habe. Er hatte sich obendrein völlig aus der Politik zurückgezogen. Darum haben viele Presseberichte und Zeitgenossen den Mord als besonders abstoßend verurteilt. So notierte der Schriftsteller Thomas Mann am 6. Juli 1934 in seinem Tagebuch über die Mordaktion, die die NS-Regierung in den vorangehenden Tagen durchgeführt hatte: 

„Am kennzeichnendsten vielleicht die scheußliche Ermordung des alten Kahr in München, die einen politisch völlig unnötigen Racheakt für Verjährtes darstellt. Es zeigt sich da, was für ein Kujon [Schurke, Schuft] dieser Mensch [Hitler] ist, den viele für besser als seine Bande halten, was für ein Vieh mit seinen Hysterikerpfoten, die er für Künstlerhände hält.“

Am 7. Juli 1934 schrieb der NS-Chefideologe Alfred Rosenberg in sein Tagebuch, dass die „Verräter des 9. XI. [19]23“ nach Dachau gebracht worden seien, so dass sie nun „ehrlicher Arbeit nachgehen“ könnten. Und: „So wurde der 9. XI. [19]23 doch noch gesühnt u. [d. h. und] Kahr hat sein längst verdientes Los ereilt.“ Ob Theodor Eicke mit oder ohne Befehl Hitlers Kahr ermorden ließ, konnte nie geklärt werden.
Werner Best, der als Leiter des SD-Oberabschnitts Süd in München die am 30. Juni und 1. Juli in München durchgeführten Verhaftungen auf Grundlage von Befehlen, die ihm aus Berlin übermittelt wurden, vornehmen ließ und koordinierte, räumte nach dem Zweiten Weltkrieg zu dem Fall Kahr ein, dass er, Best, oder sein Stellvertreter Carl Oberg auf Anweisung der SS/SD-Zentrale in Berlin hin die Verhaftung Kahrs veranlasst habe. Er bestritt allerdings, dass ihm ein Befehl zur Erschießung des ehemaligen Generalstaatskommissars bekannt gewesen sei. Stattdessen sei ihm nur der Auftrag erteilt worden, Kahr verhaften und im KZ Dachau unterbringen zu lassen. Ein allfälliger Befehl zur Tötung des Gefangenen sei seiner Dienststelle nicht mitgeteilt worden, sondern auf anderem Wege, ohne Einschaltung des Münchener SD-Oberabschnitts, von Berlin an die Lagerleitung von Dachau übermittelt worden. Ihm sei bei seinen eigenen Nachforschungen berichtet worden, dass Kahr von Angehörigen der Wachmannschaft Dachaus in eigenmächtiger Weise getötet worden sei: Die Ankunft des „Verräters“ Kahr habe die SS-Mannschaft so erregt, dass sie diesen spontan kurz nach seinem Eintreffen im Lager erschossen hätte. Der SD-Chef Heydrich sei ihm, Best, auf die Meldung von der Erschießung Kahrs „aufrichtig verärgert“ erschienen, so dass er angenommen habe, „dass sie von ihm [Heydrich] wirklich nicht gewollt war.“

## Familie
1890 heiratete Kahr Ella Schübeck (1864–1938), eine Tochter des Oberregierungsrates Gustav Schübeck und der Louise Vocke. Aus der Ehe gingen vier Töchter hervor, von denen eine früh starb. Die Tochter Ella heiratete Anton Kerschensteiner, der später Präsident des Landesarbeitsgerichtes in München wurde.

## Auszeichnungen
Wie schon sein Vater erhielt auch Gustav Ritter von Kahr 1911 für seine Verdienste um die Pflege der Volkskunst den Verdienstorden der Bayerischen Krone. Dieser Orden war – ebenso wie der Militär-Max-Joseph-Orden – mit dem persönlichen, nicht vererbbaren bayerischen Ritterstand verbunden, und Kahr erhielt dadurch den Namenszusatz „Ritter von“.
1913 verlieh die Technische Hochschule München Kahr ehrenhalber den Grad Dr.-Ing. und die Münchener Universität den Titel eines Dr. med. h.c.
Nach ihm und seinem Vater wurde die ehemalige Müllerstraße in München-Untermenzing 1947 in Von-Kahr-Straße umbenannt. 1964 erfolgte die Umwidmung der Straße allein auf seinen Vater.

## Schriften
- Bayerische Gemeindeordnung für die Landestheile diesseits des Rheins, erläutert und mit den Vollzugsvorschriften herausgegeben von Gustav von Kahr, C.H. Beck, 2 Bde., 1896 und 1898.